# Дубайская опера
Дубайская опера (араб. دار دبي للأوبرا‎) — многоформатный центр исполнительских искусств, рассчитанный на 2000 мест и расположенный в районе Опера в центре Дубая (ОАЭ). Он был построен эмиратской компанией «Emaar Properties» и предназначен для проведения различных спектаклей и мероприятий, включая театральные, оперу, балет, концерты, конференции и выставки. Планы по его созданию были объявлены шейхом Мухаммедом ибн Рашидом Аль Мактумом в марте 2012 года, а строительные работы завершены в 2016 году. Дубайская опера открылась 31 августа 2016 года выступлением Пласидо Доминго. В первом сезоне была поставлена опера Бизе «Искатели жемчуга», а также на её сцене выступал легендарный тенор Хосе Каррерас.

## Описание
Дубайская опера является частью района Опера в центре Дубая. Центр исполнительских искусств, рассчитанный на 1901 сидячее место и построенный по проекту архитектора Януса Ростока из компании «Atkins», может быть преобразован в традиционный театр, концертный зал, банкетный зал или выставочное пространство. При помощи гидравлических подъёмников и вагонов для сидений, 900 из 2000 мест в случае надобности могут быть перемещены в помещение под театром.
Дубайская опера имеет форму, напоминающую дау, традиционное арабское парусное судно, в «носовой части» которого находится главная сцена оперы, оркестр и места для сидения, в то время как удлинённый «корпус» включает зоны ожидания и высадки пассажиров из такси и парковку. На крыше театра также имеется ресторан с видом на Бурдж-Халифу.
В январе 2015 года «Emaar» назначила Джаспера Хоупа главным исполнительным директором Дубайской оперы. До этого он был главным операционным директором лондонского Альберт-холла. Компания «Consolidated Contractors Company» (CCC) была генеральным подрядчиком строительства, сотрудничавшая уже с «Emaar» при создании торгового центра Dubai Mall.
Более ранние планы о строительстве культурного центра на острове в Дубайском заливе, разрабатывавшиеся архитектором Захой Хадид, были обнародованы в 2008 году и отложены из-за кризиса недвижимости в Дубае. Этот комплекс, который должен был располагаться в Лагунах, включал бы в себя оперный театр на 2500 зрителей, театр на 800 мест, художественную галерею площадью 5000 м², школу исполнительских искусств и тематический 6-звёздный отель.
Первым эмиратским певцом, выступившим в Дубайской опере (10 октября 2016 года), стал Хусейн аль-Джасми. Вскоре после этого удостоенный всяческий наград популярный мюзикл «Отверженные» шёл на сцене Дубайской оперы в течение трёх недель.